# 올빼미과
올빼미과(Strigidae. 표준어: 올빼밋과)는 올빼미목의 한 과이다. 올빼미, 부엉이, 소쩍새 등이 속한다. 24개 속에 230여 종이 속한다. 한국에는 10종의 올빼미과 새가 살고 있으며, 그 중 7종을 대한민국의 천연기념물 제324호로 지정, 보호하고 있다.

## 하위 분류
- Aegolius - 4종
- 칡부엉이속 (Asio) - 칡부엉이, 쇠부엉이 등 6~7종
- 금눈쇠올빼미속 (Athene) - 2~4종[2]
- 수리부엉이속 (Bubo) - 수리부엉이 등 25종
- Ciccaba - 4종
- 참새올빼미속 (Glaucidium) - 30~35종
- Gymnoglaux
- Jubula
- Lophostrix
- 비명올빼미속 (Megascops) - 20여 종
- Micrathene
- Mimizuku
- Nesasio
- 솔부엉이속 (Ninox) - 20종
- 소쩍새속 (Otus) - 소쩍새 등 45종
- Pseudoscops
- 흰얼굴올빼미속 (Ptilopsis) - 2종
- 안경올빼미속 (Pulsatrix) - 3종
- Pyrroglaux
- 올빼미속 (Strix) - 15종
- 긴꼬리올빼미속 (Surnia)
- Uroglaux
- Xenoglaux

최근 멸종
- Mascarenotus - 3종 (1850년 경 멸종)
- 웃는올빼미속 (Sceloglaux) - 1914년 경 멸종

## 생태

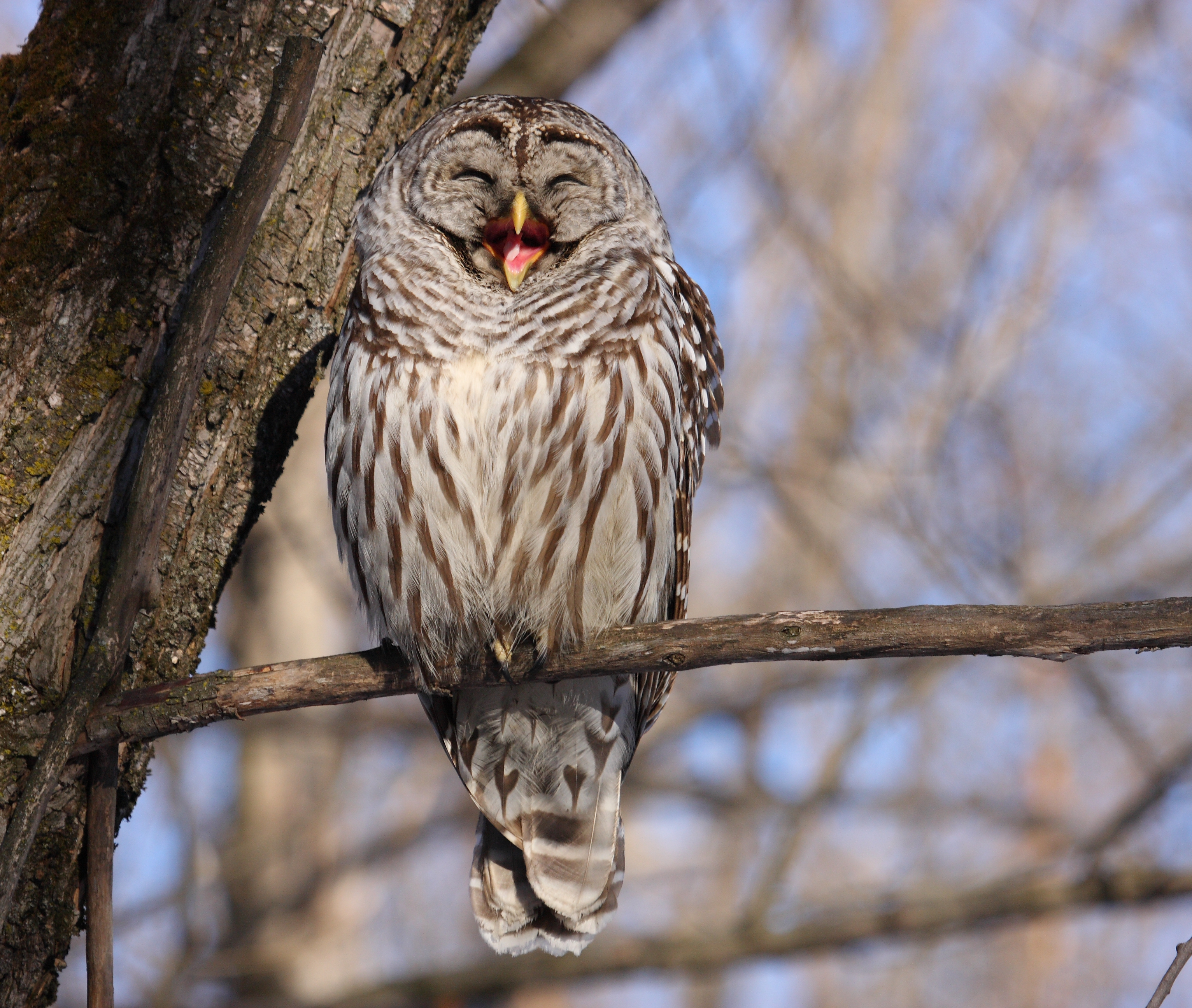
하품하는 줄무늬올빼미.

### 밤의 새
몸 길이는 약 40 cm, 몸무게는 450-700g가량 된다. 올빼미는 밤에 활동하기 좋도록 진화한 야행성 동물로, 망막의 간상체 세포가 발전하여 밤에도 활동할 수 있으며, 발달한 귀로 잘 들리지 않는 소리도 들을 수 있다. 또한 사냥하기 좋도록 진화하여 날카로운 발톱과 부리를 갖고 있으며, 날개의 솜털이 많기 때문에 비행시 소리가 나지 않는다.

### 먹이
먹이는 쥐, 개구리, 뱀, 도마뱀, 새, 두더지, 곤충, 토끼 등의 작은 동물들이다. 올빼미는 먹이를 먹은 뒤 소화되지 않는 털과 뼈를 토하는데 이를 펠렛(pellet)이라고 한다.

### 번식
가을에 번식활동을 하는데, 수컷은 암컷에게 사냥한 쥐를 선물하여 호감을 갖고 있는지 확인한다. 산란기인 2월에 다른 새들이 버린 둥지나 나무동굴에 집을 짓는데, 맨땅에 알을 낳기도 한다. 알은 2-4개 낳으며, 28-30일간 포란한다. 육아는 암컷과 수컷이 같이 하는데, 암컷은 포란을 맡고 수컷은 사냥을 한다. 하지만 새끼들이 스스로 자신을 추위로부터 지킬 수 있게 되면 수컷과 같이 일한다. 이들은 철저히 건강한 새끼만 먹이는데 이는 먹이가 부족할 경우 모두 다 키울 수 없기 때문이다.

## 참고 문헌
- 오창영 지음, 《재미있는 동물이야기》, 도서출판 산하